# Transvaal, mon pays, tu es partout en feu...

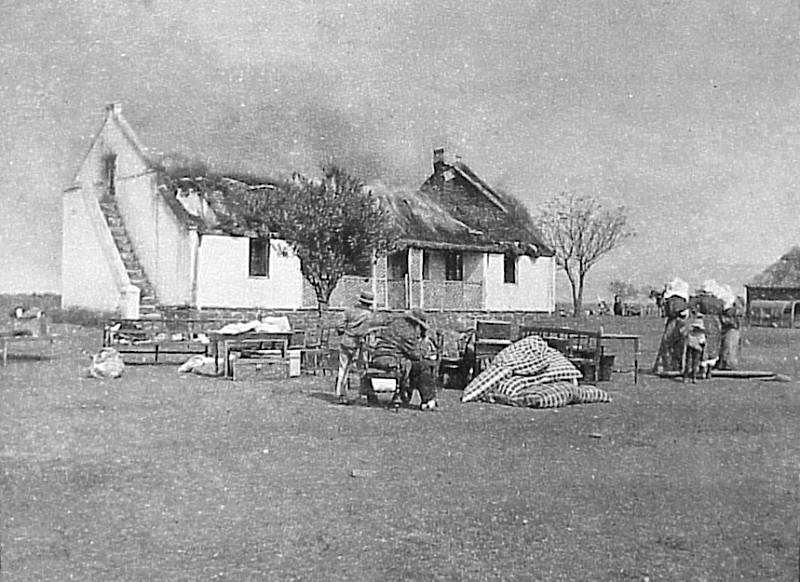
Politique de la terre brûlée pratiquée par les soldats britanniques contre les fermes des Boers

Transvaal, mon pays, tu es partout en feu... est une chanson russe populaire, créée à partir d'un poème de Galina Galina. Le titre est parfois repris comme suit : Transvaal, Transvaal, mon pays.

## Histoire de la chanson
Le poème de Galina Galina Le Boer et ses fils a été publié à l'automne 1899. Par ces vers, Galina Galina répondait aux évènements de la seconde guerre des Boers (1899—1902). Les Boers profitaient, grâce à cette chanson, de la sympathie de l'opinion publique qui prenait parti pour eux.
Une fois que les vers de Galina sont arrivés dans le public, ils ont été transformés. La poétesse n'avait même pas encore écrit le premier vers sur le Transvaal qui est devenu le titre de la chanson. La mélodie et sa tournure populaire sont apparues sous l'influence d'une autre chanson intitulée Parmi les douces vallées (ru). La chanson de Galina est devenue populaire en Russie après la guerre des Boers, surtout durant la Première Guerre mondiale et la guerre civile russe. Comme témoignage important du début du XXe siècle, elle a été adoptée par Constantin Paoustovski, Mikhaïl Issakovski, Victor Chklovski, Léo Cassil, Mikhaïl Slonimski, Alexandre Fadeïev.
La chanson a été interprétée dans le film La Dague de 1954, ainsi que dans le film Il était une fois une bonne femme de 2011 avec Iouri Chevtchouk.

## Texte du poème de Galina Galina
| Трансвааль, Трансвааль, страна моя! Ты вся горишь в огне! Под деревом развесистым Задумчив бур сидел. О чём задумался, детина, О чём горюешь, седина? Горюю я по родине, И жаль мне край родной. Сынов всех девять у меня, Троих уж нет в живых, А за свободу борются Шесть юных остальных. А старший сын — старик седой Убит был на войне: Он без молитвы, без креста Зарыт в чужой земле. А младший сын — тринадцать лет — Просился на войну, Но я сказал, что нет, нет, нет — Малютку не возьму. Отец, отец, возьми меня С собою на войну — Я жертвую за родину Младую жизнь свою. Отец, не будешь ты краснеть За мальчика в бою - С тобой сумею умереть За родину свою!.. Я выслушал его слова, Обнял, поцеловал И в тот же день, и в тот же час На поле брани взял. Однажды при сражении Отбит был наш обоз, Малютка на позицию Патрон ползком принёс. И он в пороховом дыму Дошел до наших рот, Но в спину выстрелил ему Предатель-готтентот. Настал, настал тяжёлый час Для родины моей, Молитесь, женщины, За ваших сыновей. Трансвааль, Трансвааль, страна моя! Бур старый говорит: За кривду Бог накажет вас, За правду наградит. | Transvaal, Transvaal, mon pays, Tu es partout en feu ! Sous l'arbre branchu Un Boer assis réfléchit. À quoi pensait-il enfant, Que pleure-t-il vieillard ? Je pleure sur ma patrie, Et je désespère de mon pays natal. J'ai neuf fils en tout, Trois ne sont plus en vie. Les six autres encore vivants Se battent pour la liberté. Et le fils aîné déjà grisonnant A été tué à la guerre : Il a été sans prières, sans croix enterré en terre étrangère. Le plus jeune, à 13 ans, Demande d'aller à la guerre, Mais j'ai dit, non, non, non, Je n'aurais plus d'enfants. Père, père, prends-moi Avec toi à la guerre Je sacrifie pour la patrie Ma jeunesse et ma vie. Père, tu ne devras pas rougir De ton garçon à la guerre Avec toi je saurai mourir Pour ma patrie !.. J'ai écouté ses paroles, Embrassé et encore embrassé Et le jour même, dans l'heure, Je suis sur le champ de bataille. Une fois au combat Notre convoi est repoussé, En position mon petit ! Mais la cartouche a fait long feu. Et le voilà dans la fumée Qui rentre par la bouche, Et un traître Hottentot Lui tire dans le dos. L'heure est venue, l'heure grave Pour ma patrie, Priez, femmes, Pour vos fils. Transvaal, Transvaal, mon pays! Le vieux Boer dit : Dieu punira l'injustice, Et récompensera la vérité. |